# 堅巷舊病理學院

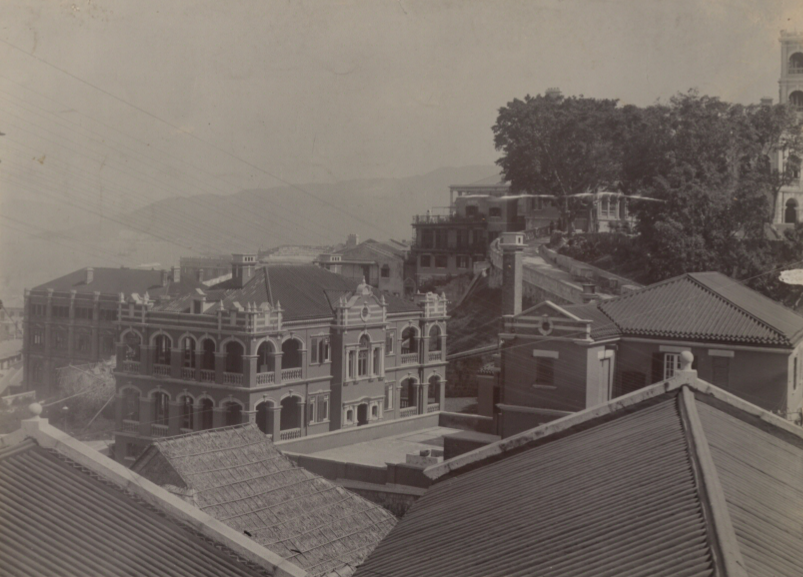
香港細菌學檢驗所（1910年）

堅巷舊病理學院，前身為香港病理學院，是香港首間細菌檢驗所，位於香港島上環半山區堅巷，於1905年興建，並於翌年啟用。該建築現被用作香港醫學博物館之用，並於1990年6月29日被列為香港法定古蹟。

## 歷史
該學院於1906年啟用之時名為香港細菌學院，1940年代香港重光後才改稱香港病理學院。1960年，香港病理學院遷往西營盤，但疫苗生產線仍保留在此，輔助樓撥作聯合書院理學院院址。1972年，聯合書院理學院及政府疫苗生產線分別遷入馬料水及薄扶林域多利道，舊大樓被政府徵用，用作香港衛生署病理部的醫療用品倉庫。1995年，大樓移交香港醫學博物館學會，設立香港醫學博物館，以開放給市民參觀。

## 建築
該學院是一座樓高三層的紅磚建築，風格屬英國愛德華時代建築，並設有圓拱形的窗。窗與房間之間設有大型走廊，以應付香港的潮濕氣候。整座大樓以石灰漿砌結紅磚建成，外部設有水泥漿砌成的尖拱，而屋頂則蓋有雙層瓦片。
學院原包括兩座後期加建的輔助樓，作為馬廄及動物飼養室用途，為尖頂式設計，於1964-1972年曾為聯合書院理學院院址，但於1982年被拆卸。

## 外部連結
- 康樂及文化事務署 - 舊病理學院 （页面存档备份，存于）